# Винантс, Мильтон
Мильтон Ариэль Винантс Васкес (исп. Milton Ariel Wynants Vázquez; 29 марта 1972, Пайсанду, Уругвай) — уругвайский велогонщик, серебряный призёр летних Олимпийских игр 2000 года в гонке по очкам, участник четырёх Олимпийских игр, двукратный чемпион Панамериканских игр, серебряный призёр чемпионата мира 2004 года.

## Спортивная биография
В 1996 году Мильтон Винантс дебютировал на летних Олимпийских играх. Уругвайский велогонщик принял участие в гонке по очкам. По итогам гонки Мильтон набрал 6 очков и занял 7-е место.
На летних Олимпийских играх 2000 года Винантс вновь принял участие в гонке по очкам. Во время гонки Винантся с ещё 8-ю спортсменами опередил остальных гонщиков на круг. Из всех этих гонщиков Винантс набрал наибольшее количество очков (18), но поскольку сам отстал на круг от Жоана Льянераса, то занял второе место, став серебряным призёром игр. За свою медаль Мильтон получил 12 000 долларов.
В 2004 году на летних Олимпийских играх Винантс выступил в двух дисциплинах. В гонке по очкам уругвайский велогонщик занял 9-е место, а в мэдисоне остался 10-м.
Летние Олимпийские игры 2008 года стали последними в карьере уругвайца. В гонке по очкам Винантс занял 16-е место, набрав всего 5 очков.
На чемпионатах мира главным успехов в карьере Мильтона стало серебро на чемпионате мира 2004 года. На Панамериканских играх Винантс дважды стал чемпионом, причём одну золотую медаль Мильтон завоевал в шоссейной групповой гонке.